# Vabis

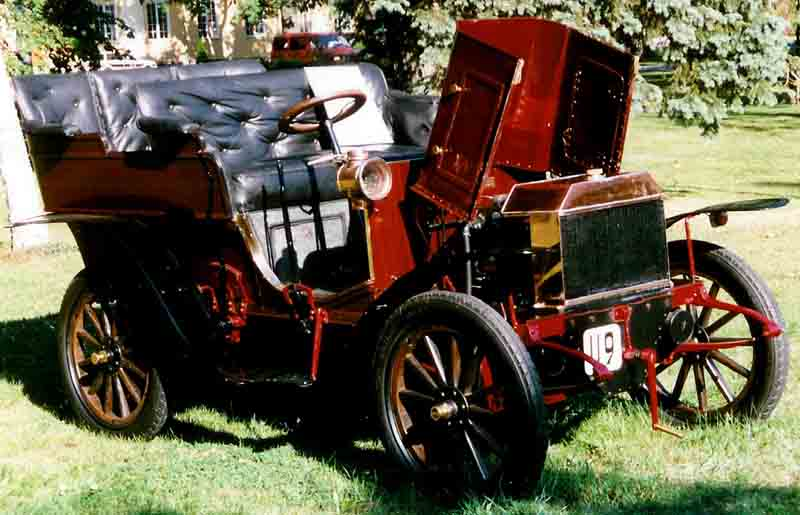
Vabis Tonneau, 1903

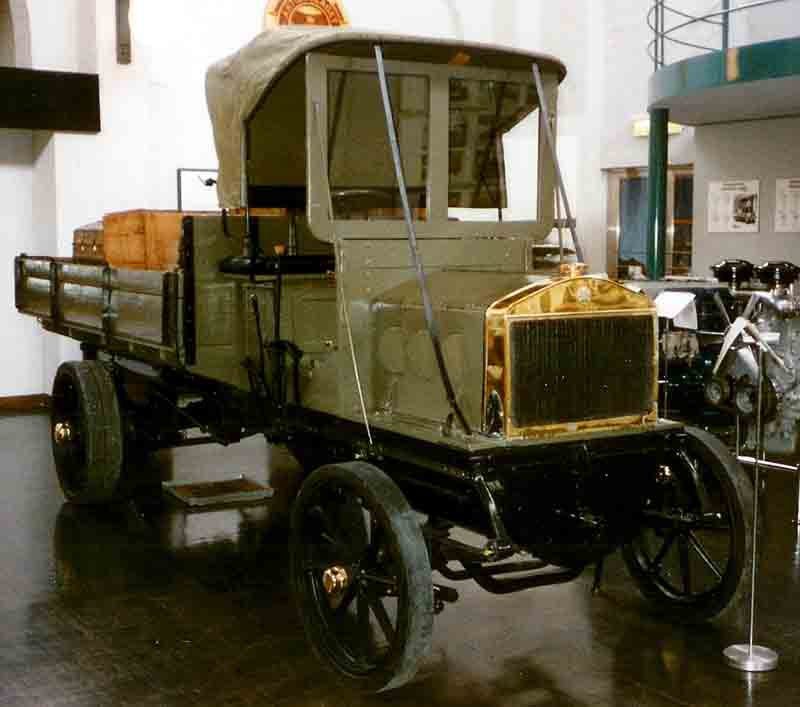
Vabis vrachtwagen, 1909

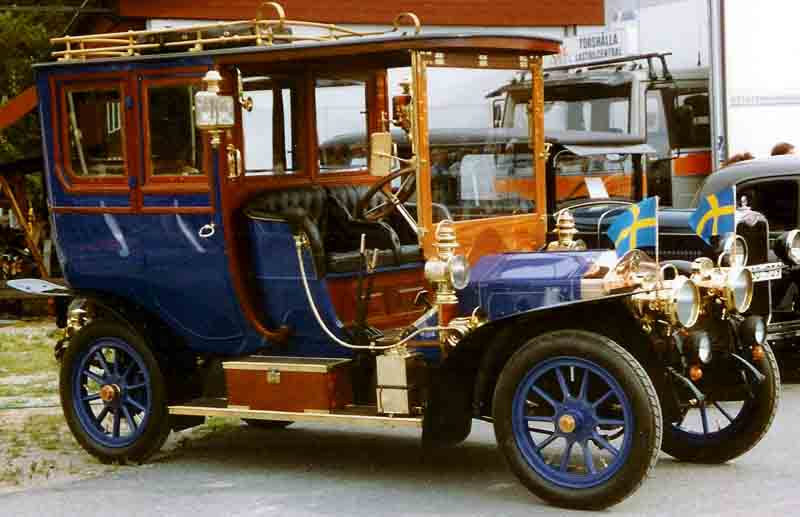
Vabis 2S Limousine, 1909

Vabis was een Zweedse producent van personenwagens en vrachtwagens. Het bedrijf werd in 1891 opgericht als Vagnfabriks Aktiebolaget i Södertälje in de gemeente Södertälje om spoorwegwagons te produceren. Vabis fuseerde in 1911 met Scania tot Scania-Vabis.
Door de sterke uitbreiding van het spoornetwerk in Zweden tussen 1880-1890 was er een grote vraag naar spoorwegrijtuigen. IJzergieterij Surahammars Bruk was de grootste fabrikant van wielen en samen met ingenieur Philip Wersén richtte zij een bedrijf op om complete wagons te gaan maken. Als vestigingsplaats werd gekozen Södertälje, zo’n 40 kilometer ten zuiden van de hoofdstad Stockholm. Op 11 december 1891 werd het bedrijf Vagen Aktien Bolaget i Södertälje opgericht. Na succesvolle jaren raakte de markt voor spoorwegmaterieel verzadigd. Er was meer concurrentie en het spoornetwerk was voltooid. De directie ging op zoek naar alternatieve producten en liet de keuze vallen op de auto. Vanaf 1897 ging de fabriek zich richten op de productie van personen- en vrachtwagens. De eerste Vabis personenwagen was een vierzitter die in 1897 werd ontworpen door Gustaf Erikson. De eerste vrachtwagen van Vabis verscheen in 1902. In 1906 werd de naam Vabis, de beginletters van de lange naam van het bedrijf, als handelsmerk gedeponeerd.
In 1910 zocht de directie van concurrent Scania toenadering om tot een fusie te komen. Op 18 maart 1911 werd de fusie een feit. De fabriek van spoorwagons van Surahammars Bruk bleef overigens buiten de overeenkomst. Het nieuwe bedrijf kreeg de naam Scania-Vabis AB. De productie van vrachtwagens werd geconcentreerd in Malmö en Södertälje richtte zich op personenwagens. In 1913 verhuisde het hoofdkantoor naar Södertälje.
Vabis voertuigen zijn te zien in de Marcus Wallenberg-hallen (het Scania Museum) in Södertälje.